# Tabanus arctus
Tabanus arctus är en tvåvingeart som beskrevs av Wang 1982. Tabanus arctus ingår i släktet Tabanus och familjen bromsar. Inga underarter finns listade i Catalogue of Life.